# 圣梅达尔 (夏朗德省)
圣梅达尔（法語：Saint-Médard，法語發音：[sɛ̃ medaʁ]）是法国夏朗德省的一个市镇，位于该省西南部，属于干邑区。

## 地理
圣梅达尔（45°30'39"N, 0°8'14"W）面积8.24 平方千米，位于法国新阿基坦大区夏朗德省，该省份为法国西部内陆省份，北起德塞夫勒省和维埃纳省，东临上维埃纳省，东南至多尔多涅省，南至多爾多涅省，西接滨海夏朗德省。
与圣梅达尔接壤的市镇（或旧市镇、城区）包括：巴伯济约-圣伊莱尔、维尼奥勒、贝勒维涅。

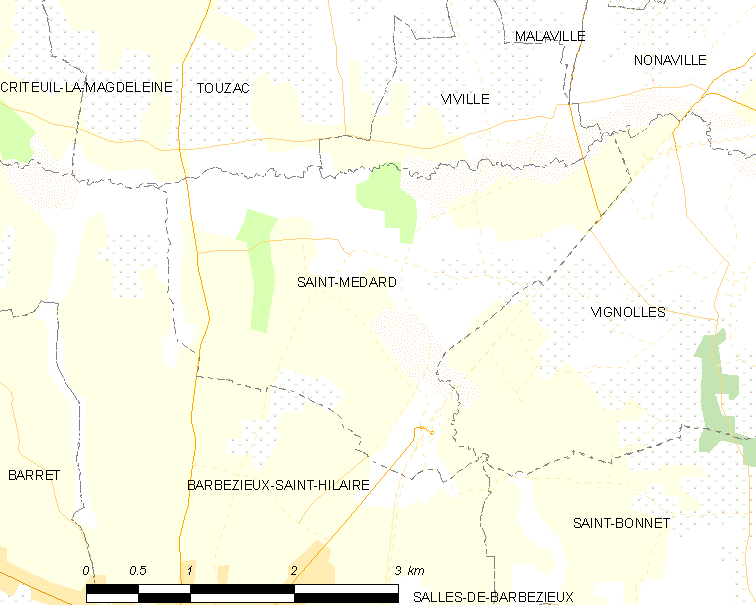
的OSM定位图

圣梅达尔的时区为UTC+01:00、UTC+02:00（夏令时）。

## 行政
圣梅达尔的邮政编码为16300，INSEE市镇编码为16338。

## 政治
圣梅达尔所属的省级选区为夏朗德南县。

## 人口

1962-2008年间人口变化图示

圣梅达尔于2022年1月1日时的人口数量为306人。